# Crathoplus squamiferus
Crathoplus squamiferus is een keversoort uit de familie bladsprietkevers (Scarabaeidae). De wetenschappelijke naam van de soort is voor het eerst geldig gepubliceerd in 1850 door Blanchard.